# Fear (ER)
Fear is de vierde aflevering van het elfde seizoen van de televisieserie ER, die voor het eerst werd uitgezonden op 21 oktober 2004.

## Verhaal
Twee zwaargewonde kinderen worden met spoed naar de SEH gebracht, nadat zij uit de raam van hun appartement zijn gegooid. Op het eerste gezicht lijkt dit gebeurd te zijn door hun moeder om zo te ontsnappen aan haar gewelddadige man, later blijkt zij een psychische stoornis te hebben en er geen gewelddadige man was. 
Dr. Corday wordt disciplinair gestraft voor haar illegale transplantatie tussen twee aidspatiënten. Zij besluit om geen bezwaar in te dienen maar besluit om ontslag te nemen en terug te keren naar Engeland. Zij neemt alleen afscheid van dr. Carter en vraagt hem iedereen op de SEH succes te wensen.
Dr. Lewis wordt hoofd van de SEH en wordt meteen voor een uitdaging gezet, dr. Ritzke stopt geplaagd door zijn dwangneurose ineens met zijn opleiding en verlaat de SEH. Nu moet dr. Lewis een nieuwe student vinden en na lang zoeken besluit zij Rasgotra terug te vragen. Zij hoeft hier niet lang over na te denken en aanvaard het aanbod. 

## Rolverdeling

### Hoofdrollen
- Noah Wyle - Dr. John Carter
- Maura Tierney - Dr. Abby Lockhart
- Mekhi Phifer - Dr. Gregory Pratt
- Alex Kingston - Dr. Elizabeth Corday
- Goran Višnjić - Dr. Luka Kovac
- Sherry Stringfield - Dr. Susan Lewis
- Ming-Na - Dr. Jing-Mei Chen
- Parminder Nagra - Dr. Neela Rasgrota
- Shane West - Dr. Ray Barnett
- Laura Innes - Dr. Kerry Weaver
- Andy Powers - Dr. Howard Ritzke
- Leland Orser - Dr. Lucien Dubenko
- John Aylward - Dr. Donald Anspaugh
- Sam Anderson - Dr. Jack Kayson
- Linda Cardellini - verpleegster Samantha 'Sam' Taggart
- Oliver Davis - Alex Taggart
- Laura Cerón - verpleegster Chuny Marquez
- Lyn Alicia Henderson - ambulancemedewerker Pamela Olbes
- Brian Lester - ambulancemedewerker Brian Dumar
- Abraham Benrubi - Jerry Markovic
- Mädchen Amick - Wendall Meade

### Gastrollen (selectie)
- Deidrie Henry - Nichelle Richardson
- James Carraway - Hayslip
- Sean Christopher Davis - rechercheur Maskins
- Delaney Gaines - Tamira
- T.J. Hall - Saige
- LaNiesha Irvin - Kali
- Landon H. Lewis Jr. - Botswego
- Ross Leon - politieagent Yarwood